# Eva & Adam (2021)
Eva & Adam ist ein 2021 erschienener schwedischer Jugendfilm. Es ist eine Neuverfilmung der Fernsehserie Eva und Adam.

## Handlung
Tween Adam zieht widerwillig mit seinen Eltern vom schwedischen Hinterland nach Göteborg um. Zum Abschied schenkt seine Freundin Molly ihm eines ihrer zwei Kaninchen.
In Göteborg findet Adam in der Klasse schnell Anschluss, freundet sich mit dem Draufgänger Alexander an und ist vor allem von seiner Mitschülerin Eva fasziniert, die ihn auch interessant findet. Allerdings hat Eva gerade mit ihrer besten Freundin Annika unter dem Eindruck der kriselnden Ehe von Annikas Eltern einen „Anti-Jungs“-Pakt geschlossen: die Freundinnen schwören einander, Jungen für immer zu ignorieren. Als Tierschutz-Aktivistinnen sind sie außerdem radikal gegen Haustierhaltung und vandalieren gelegentlich die nächste Tierhandlung.
Nach einem erzwungenen Kuss auf Alexanders Geburtstagsparty beginnen Eva und Adam sich anzufreunden. Sie trainiert ihn im Fußball und sie verkaufen gemeinsam an den Haustüren Salami, um ihre Klassenfahrt zu finanzieren; Eva als Vegetarierin will dies selbst nicht tun. Dass sie dadurch den Pakt mit Annika verletzt, verdrängt sie zunächst. Doch Annika lässt sie deutlich spüren, dass sie Eva weiterhin für sich allein beansprucht, und stempelt Adam, der gemeinsam mit ihnen die Straßenbahn zur Schule nimmt, hochnäsig als Idioten ab.
Für Adams Geburtstag haben seine Eltern die Idee, Molly einzuladen, die Adam ein herzförmiges Plüschkissen schenkt. Als Eva überraschend erscheint, ist sie aus zwei Gründen zutiefst enttäuscht: Erstens glaubt sie wegen des Kissens, Adam sei mit Molly zusammen, und zweitens präsentieren Adams Eltern als Erklärung sein von Molly geschenktes Kaninchen. Als Adam, um Eva zu beschwichtigen, behauptet, er habe das Kaninchen gar nicht gewollt, verabschiedet sich auch Molly tief gekränkt. Gleich darauf erfährt Annika von Alexander, dass Eva bei Adams Party war, damit liegen alle Freundschaften auf Eis. Weder Adam noch Eva wollen nun noch auf die Klassenfahrt mitfahren.
Während Eva sich auf den Rat ihres älteren Bruders Tobbe mit Annika ausspricht und beide den Anti-Jungs-Pakt als dumme Idee beerdigen, fährt Adam mit der Bahn zu Molly, um ihr das Kaninchen zurückzugeben und sich mit ihr auszusprechen. Seine Eltern fahren im Auto hinterher und bereuen die Idee, Molly als Geburtstagsüberraschung einzuladen. Mit ihnen fährt Adam wieder zurück nach Göteborg, erreicht Eva jedoch nicht mehr. Annika öffnet sich wieder gegenüber ihrem Vater, den sie bislang zu hassen beschlossen hatte.
Mit Tobbes Hilfe erreicht Adam den Bus der Klassenfahrt an einer Tankstelle und spricht sich mit Eva aus. Sie küssen sich vor den Augen aller Mitschüler und sind damit offiziell ein Paar.

## Besetzung und Synchronisation
Die deutsche Synchronisation des Films übernahm die teamWERK. Die FilmProduktion GmbH in Stuttgart, nach einem Dialogbuch von Linus Kraus und Dialogregie führte Christian Müller.
| Charakter                  | Darsteller                 | Synchronstimme       |
| -------------------------- | -------------------------- | -------------------- |
| Adam                       | Olle Cardell               | Leo Amic             |
| Eva                        | Sonja Holm                 | Lucia Patricia Bayer |
| Annika                     | Stella Marcimain Klintberg | Charlotte Chow       |
| Alexander                  | Lukas Wetterberg           | Manuel Scheuernstuhl |
| Tarek (Adams Vater)        | Jonatan Rodriguez          | Kevin Kasper         |
| Emma (Adams Mutter)        | Liv Mjönes                 | Diana Gantner        |
| Tobbe                      | Emil Algpeus               | Jan Langer           |
| Maja (Evas Mutter)         | Rakel Wärmländer           | Kathrin Hildebrand   |
| Max (Evas jüngerer Bruder) | Olle Einarsson             | Ben Luka Amic        |
| Molly                      | Melina Pascalidou          | Lotta Kraus          |
| Klassenlehrerin Jenny      | Julia Marko-Nord           | N. N.                |

## Rezeption

### Kritik
Der Film wird in Deutschland durchgehend positiv wahrgenommen. Beispielsweise bemerkt das „Kinder und Jugend Filmportal“ lobend, dass der Film auf übliche Klischees verzichte: „Denn klassisch im Kinder- oder Jugendfilm ist, dass neue Kinder in der Schule geärgert und auf die Probe gestellt werden. Darauf verzichtet der Film und fokussiert sich stattdessen auf Themen wie erste Liebe, Familien Konstellationen und das Infragestellen tradierter Geschlechterrollen.“ Auch Peter Osteried bemerkt auf programmkino.de, dass diese Verfilmung „vor allem damit punktet, dass sie sich den typischen Elementen des Kinder- und Jugendfilms entzieht und dafür eine weit größere Authentizität besitzt. Man ist es von Kinderfilmen schon gewöhnt, dass neue Schüler eigentlich immer ausgegrenzt werden – hier ist das nicht so, wie es im echten Leben auch eben nur selten so ist. Vielmehr sieht man, wie Adam sich in seinem neuen Leben einfindet und das alte immer mehr zurücklässt.“ Bianka Piringer lobt auf kino-zeit.de auch die darstellerischen Leistungen: „Wie sich die schüchterne Romanze langsam im Schulalltag, auf einer Party und beim Verkauf von Salami zur Finanzierung der Klassenfahrt entwickelt, ist mitreißend inszeniert. Die jungen Darsteller*innen wirken glaubhaft. Sie müssen nicht übertrieben agieren, damit ihr Aufruhr der Gefühle spürbar wird, wenn sie einen Schritt aufeinander zu wagen oder wenn ihre Verliebtheit sie in Loyalitätskonflikte bringt.“